# 부산 요금소
부산 요금소(Busan TG)는 부산광역시 금정구 두구동에 위치한 경부고속도로 본선 상의 요금소이다.
1970년 7월 7일 경부고속도로가 부산까지 전 구간이 개통하면서 영업을 개시했다. 2001년 경부고속도로 부산 ~ 언양 구간이 확장하면서 왕복 14차로에서 22차로로 확장하는 공사를 동시에 진행해 2005년 11월에 완공했다.
2019년 12월 요금소 내에 다차로 하이패스 시스템이 도입되었다.

## 연혁
- 1970년 7월 7일 : 경부고속도로 개통과 함께 영업 개시
- 1996년 11월 18일 : 1998년 12월까지 요금소 차선 확장 공사로 인해 부산광역시 금정구 두구동 ~ 선동 845m 구간 도로구역 변경[2]
- 2003년 10월 1일 : 요금소 차선 확장 공사 기간을 2005년 12월로 연기[3]
- 2005년 11월 : 왕복 14차로에서 왕복 22차로로 확장
- 2019년 12월 : 다차로 하이패스 시스템 도입

## 교통량 정보
| 요금소        | 통행량 (대/일) | 통행량 (대/일) | 통행량 (대/일) | 통행량 (대/일) | 통행량 (대/일) | 통행량 (대/일) | 통행량 (대/일) | 통행량 (대/일) | 통행량 (대/일) | 통행량 (대/일) | 각주  |
| 요금소        | 2001년         | 2002년         | 2003년         | 2004년         | 2005년         | 2006년         | 2007년         | 2008년         | 2009년         | 2010년         | 각주  |
| ------------- | -------------- | -------------- | -------------- | -------------- | -------------- | -------------- | -------------- | -------------- | -------------- | -------------- | ----- |
| 부산 (폐쇄식) | 30,926         | 30,927         | 31,343         | 29,516         | 28,587         | 27,783         | 29,590         | 28,461         | 28,044         | 29,730         | [ 4 ] |
| 요금소        | 2011년         | 2012년         | 2013년         | 2014년         | 2015년         | 2016년         | 2017년         | 2018년         | 2019년         |                | [ 4 ] |
| 부산 (폐쇄식) | 29,578         | 29,289         | 30,105         | 30,388         | 34,023         | 35,569         | 36,569         | 36,194         | 35,651         |                | [ 4 ] |

## 여담
- 반대쪽의 서울TG가 경기도 성남시에 있는 것과는 달리 부산 톨게이트는 이름대로 부산광역시 관할이다.
- 북부산TG가 훨씬 북쪽에 위치에 있다.이쪽에 톨게이트가 설치된 이후에 북부산톨게이트를 만들었기 때문이다.
- 과거 부산종합버스터미널이 동래구 온천동에 있었던 시절에는 모든 고속버스&시외버스들이 죄다 부산TG를 통과했기 때문에 교통량이 굉장히 많았고 부산TG답게 이름값을 제대로 했지만,금정구 노포동으로 옮긴 이후에는 교통량이 굉장히 줄어들었다.노포IC가 생긴것도 있지만 무엇보다 부산의 북부 끝자락에 있어서 접근성도 영 좋지 않아 지금까지도 부산시민들의 불만이 하늘을 찌를 정도이다.
- 기존 노포동 버스터미널을 폐쇄하고 대전복합터미널이나 동대구터미널처럼 부산종합버스터미널 역시 해운대구나 수영구에 훨씬 더 크게 만들어 최신식 시설로써 이용객들의 만족도를 최대한으로 높이고 아울러 부산의 이미지도 훨씬 더 좋아졌으면 얼마나 좋을까 하는 부산 시민들이 굉장히 많다.
- 심지어 서부산 거주 시민들은 사상터미널 출발 노선을 이용하거나 이마저도 여의치 않으면 마산이나 김해로 가서 환승하는 경우도 있다.